# 맨체스터
맨체스터(영어: Manchester, 문화어: 만체스터)는 영국의 도시이다. 리버풀에서 북동쪽으로 약 50km 정도 떨어져 있으며, 머지강의 지류인 어웰강과 아크강의 합류점에 위치해 있다. 오늘날에는 시내의 공장이 점차 외곽지대로 이전하고 주변에 위건·로치데일·올덤 등 인구 20∼30만에 이르는 9개의 공업도시가 새로 생겨 그레이터맨체스터주를 형성하고 있다. 런던, 버밍엄과 더불어 영국의 3대 도시로도 불린다. 근래에는 영국 제2위의 도시로 불리기도 한다.

## 역사
맨체스터라는 이름은 고대 로마의 성채이자 정착지였던 마무시움(Mamucium)에서 유래되었다. 이것은 ‘가슴처럼 생긴 언덕’(breast-like hill)을 의미하며, mamm = "가슴"과 고대 영어의 ceaster = "도시"이 결합된 말이다.
도시는 79년에 건설된 로마의 군사기지에서 비롯되며, 14세기에 자치권을 얻어 시가 되었다. 중세 이후 직물업이 성하였으나, 18세기에 들어서서 방적 및 직조 기계가 발명되자 풍부한 수력과 방적에 알맞은 습윤한 기후를 이용하여 면공업이 크게 발전하였고, 랭커셔 지방의 산업혁명이 진전됨에 따라 상공업의 중심도시로 성장하였다. 과거 산업혁명의 중심지였던 맨체스터는 일벌(Working Bee)을 시의 상징물로 여기며 1842년부터 현재까지 맨체스터의 공식 도시 문장으로 쓰고 있다.
산업혁명 후에도 1830년의 철도 개통과 1893년의 운하 개통은 맨체스터와 리버풀을 직결시켜 상공업의 발달을 더욱 촉진했으며, 맨체스터는 세계 면공업의 중심지로 알려졌다. 면공업 외에도 식품·기계·화학·전자 등 각종 산업이 발달하였다. 현재 맨체스터는 공업도시보다는 상업·금융·보험 등의 상업도시로서 런던에 버금가는 도시가 되었다.
상공업뿐만 아니라 정치·언론·문화의 중심지도 이루어 영국의 정치·경제에 영향을 끼쳐 왔다. 19세기 맨체스터학파는 자유무역주의를 표방하였으며, 《타임스》에 버금가는 《가디언》은 자유주의를 표방하는 신문으로서 특히 경제기사에 특색이 있다.

## 지리
런던에서 북서쪽으로 257km 떨어진 곳에 위치하고 있으며, 페나인 산맥에 의해 북동쪽의 경계를 이루는 그릇 모양의 지형에 자리를 잡고 있다. 맨체스터는 메드록강과 어웰강, 아크강이 합류하는 지점에 위치한 공업 도시이다. 산업혁명 이후 직물 공업의 중심 도시로 발전했다. 인근 도시로는 약 50km 서쪽의 리버풀, 약 60km 북동쪽의 리즈 약 55km 동쪽의 셰필드 등이 있다. 또한, 영국 제2의 규모의 국제 공항인 맨체스터 공항은 맨체스터뿐만 아니라 이웃 도시를 접근하는 데 널리 사용되고 있다.  
맨체스터의 위도는 대략 북위 53도로 사할린보다 더 북쪽에 위치하고 있다. 또한 내륙에 위치하고 있기 때문에, 겨울철에는 기온차가 크게 줄어들지 않는다. 그러나 영국 - 아일랜드 주변을 흐르는 멕시코 만류의 영향으로 기본적으로 거의 따뜻하며, 연중 평균 강수량이 높다.
| 맨체스터 (맨체스터 공항)의 기후                                                                                       | 맨체스터 (맨체스터 공항)의 기후 | 맨체스터 (맨체스터 공항)의 기후 | 맨체스터 (맨체스터 공항)의 기후 | 맨체스터 (맨체스터 공항)의 기후 | 맨체스터 (맨체스터 공항)의 기후 | 맨체스터 (맨체스터 공항)의 기후 | 맨체스터 (맨체스터 공항)의 기후 | 맨체스터 (맨체스터 공항)의 기후 | 맨체스터 (맨체스터 공항)의 기후 | 맨체스터 (맨체스터 공항)의 기후 | 맨체스터 (맨체스터 공항)의 기후 | 맨체스터 (맨체스터 공항)의 기후 | 맨체스터 (맨체스터 공항)의 기후 |
| 월 | 1월                             | 2월                             | 3월                             | 4월                             | 5월                             | 6월                             | 7월                             | 8월                             | 9월                             | 10월                            | 11월                            | 12월                            | 연간                            |
| --- | ------------------------------- | ------------------------------- | ------------------------------- | ------------------------------- | ------------------------------- | ------------------------------- | ------------------------------- | ------------------------------- | ------------------------------- | ------------------------------- | ------------------------------- | ------------------------------- | ------------------------------- |
| 역대 최고 기온 °C (°F)                                                                                                | 14.3 (57.7)                     | 19.0 (66.2)                     | 21.7 (71.1)                     | 25.1 (77.2)                     | 26.7 (80.1)                     | 31.3 (88.3)                     | 37.0 (98.6)                     | 33.7 (92.7)                     | 28.4 (83.1)                     | 27.0 (80.6)                     | 17.7 (63.9)                     | 15.1 (59.2)                     | 37.0 (98.6)                     |
| 일평균 최고 기온 °C (°F)                                                                                              | 7.3 (45.1)                      | 7.6 (45.7)                      | 10.0 (50.0)                     | 12.6 (54.7)                     | 16.1 (61.0)                     | 18.6 (65.5)                     | 20.6 (69.1)                     | 20.3 (68.5)                     | 17.6 (63.7)                     | 13.9 (57.0)                     | 10.0 (50.0)                     | 7.4 (45.3)                      | 13.5 (56.3)                     |
| 일일 평균 기온 °C (°F)                                                                                                | 4.5 (40.1)                      | 4.6 (40.3)                      | 6.7 (44.1)                      | 8.8 (47.8)                      | 11.9 (53.4)                     | 14.6 (58.3)                     | 16.6 (61.9)                     | 16.4 (61.5)                     | 14.0 (57.2)                     | 10.7 (51.3)                     | 7.1 (44.8)                      | 4.6 (40.3)                      | 10.0 (50.0)                     |
| 일평균 최저 기온 °C (°F)                                                                                              | 1.7 (35.1)                      | 1.6 (34.9)                      | 3.3 (37.9)                      | 4.9 (40.8)                      | 7.7 (45.9)                      | 10.5 (50.9)                     | 12.6 (54.7)                     | 12.4 (54.3)                     | 10.3 (50.5)                     | 7.4 (45.3)                      | 4.2 (39.6)                      | 1.8 (35.2)                      | 6.6 (43.9)                      |
| 역대 최저 기온 °C (°F)                                                                                                | −17.6 (0.3)                     | −13.1 (8.4)                     | −9.7 (14.5)                     | −4.9 (23.2)                     | −1.7 (28.9)                     | 0.8 (33.4)                      | 5.4 (41.7)                      | 3.6 (38.5)                      | 0.0 (32.0)                      | −4.7 (23.5)                     | −10.0 (14.0)                    | −14.0 (6.8)                     | −15.0 (5.0)                     |
| 평균 강수량 mm (인치)                                                                                                 | 72.3 (2.85)                     | 51.4 (2.02)                     | 61.2 (2.41)                     | 54.0 (2.13)                     | 56.8 (2.24)                     | 66.1 (2.60)                     | 63.9 (2.52)                     | 77.0 (3.03)                     | 71.5 (2.81)                     | 92.5 (3.64)                     | 81.5 (3.21)                     | 80.7 (3.18)                     | 828.8 (32.63)                   |
| 평균 강설량 mm (인치)                                                                                                 | 24 (0.9)                        | 19 (0.7)                        | 10 (0.4)                        | 1 (0.0)                         | 0 (0)                           | 0 (0)                           | 0 (0)                           | 0 (0)                           | 0 (0)                           | 0 (0)                           | 2 (0.1)                         | 15 (0.6)                        | 71 (2.7)                        |
| 평균 강수일수 (≥ 1.0 mm)                                                                                              | 13.1                            | 9.7                             | 12.3                            | 11.2                            | 10.4                            | 11.1                            | 10.9                            | 12.0                            | 11.1                            | 13.6                            | 14.1                            | 13.5                            | 142.9                           |
| 평균 강설일수 | 6                               | 5                               | 3                               | 2                               | 0                               | 0                               | 0                               | 0                               | 0                               | 0                               | 1                               | 3                               | 20                              |
| 평균 상대 습도 (%) | 83                              | 81                              | 77                              | 74                              | 72                              | 74                              | 76                              | 77                              | 79                              | 81                              | 83                              | 84                              | 79                              |
| 평균 월간 일조시간 | 52.5                            | 73.9                            | 99.0                            | 146.9                           | 188.3                           | 172.5                           | 179.7                           | 166.3                           | 131.2                           | 99.3                            | 59.5                            | 47.1                            | 1,416.2                         |
| 평균 일일 일조시간 | 3.4                             | 3.4                             | 5.2                             | 6.8                             | 6.7                             | 6.4                             | 6.6                             | 6.0                             | 5.9                             | 3.8                             | 3.5                             | 3.6                             | 5.1                             |
| 출처 1: 영국 기상청 (평년값: 1981년~2010년, 극값: 1958년~현재), 미국 해양대기청 (상대습도 및 강설일수: 1961년~1990년) |                                 |                                 |                                 |                                 |                                 |                                 |                                 |                                 |                                 |                                 |                                 |                                 |                                 |
| 출처 2: 네덜란드 왕립 기상연구소                                                                                      |                                 |                                 |                                 |                                 |                                 |                                 |                                 |                                 |                                 |                                 |                                 |                                 |                                 |

시역은 동서로 약 9km, 남북으로 19km에이며, 면적은 115.65km2로 대다수가 주거 지역 · 시가지가 있다. 남부는 학생 거리 · 자연 공원으로 발전하고 중심부는 상업 지구와 상업 지구, 이민자의 거주지 등이 전개되고 있다. 맨체스터 인구의 약 1.5 %는 중국계 주민이며, 시내 중심에는 영국에서 가장 큰 차이나타운이 있다.

## 인구
2001년 영국 인구조사에서 맨체스터의 인구는 392,819명으로 1991년 조사 때보다 9.2% 감소를 보여주었다. 약 83,000명은 16세 이하이며, 285,000이 16–74세 사이이며, 25,000명이 75세 이상이었다. 2001 인구조사에서는 맨체스터 인구의 85.2%가 영국에서 태어나 거주해 온 것으로 밝혀졌다. 또한 시의 연령 구성은 2007년 시점에서 0~14세가 17.0 %, 15 ~ 24세가 20.7 %, 25 ~ 64세가 51.0 %, 65 세 이상이 11.2 %로 되어 있다. 대학이 많기 때문에 젊은 인구가 많은 것도 특징이다.
맨체스터는 산업혁명의 진전과 함께 급성장하여 1851년에는 30만명 이상의 인구를 갖고 있었다. 이후에도 순조롭게 발전하고 1930년대에는 시역 인구가 약 75만명에 도달하여 런던 · 리버풀 · 버밍엄에 뒤잇는 대도시로 영국 경제를 지탱했다. 그러나 그 후 영국은 “영국병”이라고 불리는 장기 불황에 돌입하여, 맨체스터는 주력인 섬유 산업과 일용품 제조 등의 경공업이 쇠퇴하고 인구는 급격히 감소하고 갔다. 그러면서 중심에 방치된 빈 공장이나 비어있는 집, 공터, 창고 등이 눈에 띄게 늘어 간다. 1980년대 지방 자치 추진 정책 및 산업 구조 전환으로 도시는 서서히 숨을 쉬기 시작했으며, 금융기관이나 신문사·방송국 등의 미디어 기업, 학계, 연구소 등이 입지하게 되어 인구는 2000년 전후에 드디어 쇠퇴가 멈추고 증가세로 돌아섰다. 현재 인구는 전국 9위(런던, 버밍엄, 리즈, 글래스고, 셰필드, 브래드퍼드, 에딘버러, 리버풀에 이어)이지만, 국가 전체 도시의 위치로는 버밍엄 등과 함께 2~3위를 다툴 것으로 알려져 있다. 시의 인구는 2005년 현재 441,200 명으로 4년 전(392,819 명)에 비해 10%만큼 회복되었고, 특히 도심을 중심으로 인도인과 중국인, 흑인의 증가가 눈에 띄고있다. 비백인이 차지하는 비율은 20%에 육박하게 되어 런던과 버밍엄, 리즈 등과 함께 다민족 도시의 색채가 짙다.

## 교통

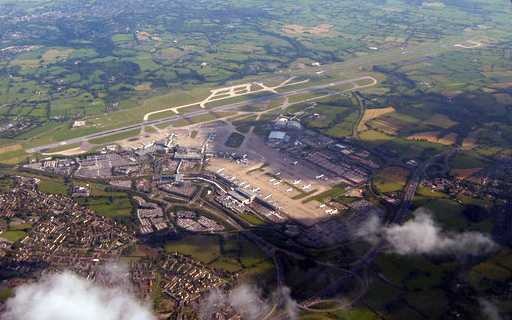
맨체스터 공항

맨체스터와 머지 강 어귀를 연결하는 맨체스터 운하는 길이 75 km, 깊이 8.5m로 1만t급 해양항행 기선도 통행할 수 있어, 맨체스터는 사실상 해항(海港)이 되어 있다. 이 밖에 크고 작은 운하가 시로 통하고 많은 철도가 집중되어 잉글랜드 북서부에서 교통의 일대 요충지이다.
- 맨체스터 공항

맨체스터 도심에서 남서쪽으로 16km 떨어진 링웨이에 있는 공항이다. 2010년 이용객 기준 영국 제 4위 공항이며, 런던 지역을 제외한 영국의 공항 중 제일 붐비는 공항이자 유럽 내에서는 24위를 기록하고 있다.
- 맨체스터 메트로링크

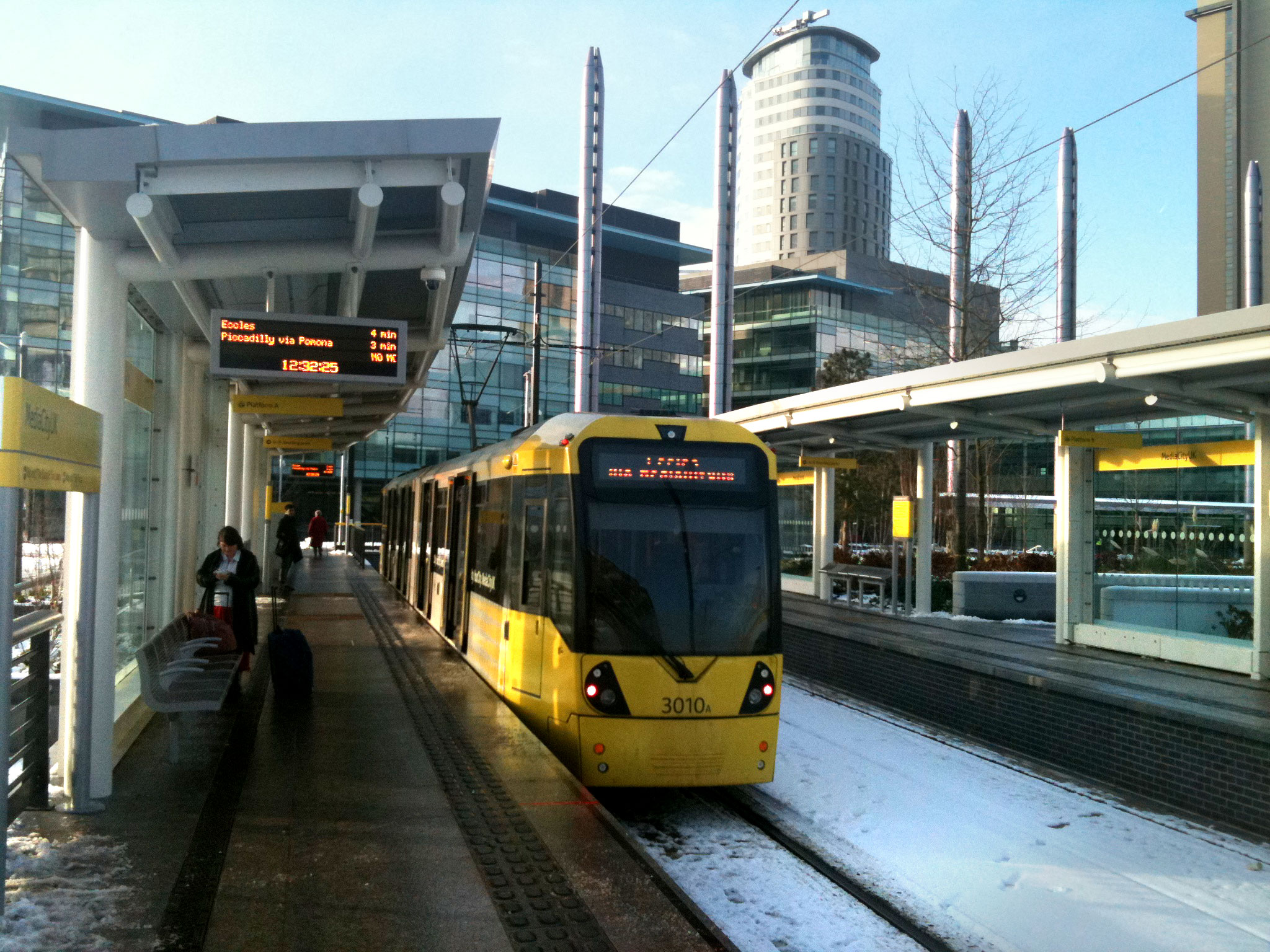
맨체스터 메트로 링크는 확장이 마무리된 영국 최대 규모의 트램 시스템을 갖추게 된다.

영국의 맨체스터를 중심으로 달리는 경전철이다. 1992년 메트로 링크를 개통했을 때 맨체스터는 영국에서 경전철 체계를 보유한 최초의 도시가 되었다. 맨체스터 시내 중심 부분에 있어서는 선로를 신설, 외곽 부분에 대해서는 기존의 철도 노선을 이동하는 형태로 새로운 경전철 시스템으로 베리 ~ 알토린챔 사이에 개통하였다. 다음 2단계에서는 2000년 엣쿠르스까지 개통하여 현재에 이르고 있다. 승객은 승차 전에 플랫폼에 설치되어 있는 발매기에서 표를 구입한다. 모든 역, 전차 장애인 대응. 기존 철도 노선을 이동하고 있기 때문에 플랫폼의 높이는 900mm로 높다. 지금은 3단계(phase 3)로 맨체스터 공항 등에 연장이 계획되어 있다.
확장 프로그램이 아직도 진행되고 있으며, 현재의 3개 노선에 4개의 새 노선을 증설하여 적어도 99개의 역을 마련하여, 2010년보다 62개를 더 확장한다. 이것이 마무리되면 맨체스터는 영국 최대의 경전철 체계를 보유하게 된다.

맨체스터는 런던 외부에서 맨체스터 광역 지역에 50개 이상의 버스 회사를 운영하는 가장 넓은 버스망을 가지고 있다. 1986년 규제 해제 전까지 SELNEC과 이후의 GMPTE가 맨체스터에 있는 모든 버스 회사를 운영했다.

## 교육
맨체스터 시에는 세 개의 주요 대학이 있다.
1824년 설립된 맨체스터 대학교 (The University of Manchester), 맨체스터 메트로폴리탄 대학교 (Manchester Metropolitan University), 그리고 로열 노던 음악 대학교 (Royal Northern College of Music)이다
1824년 설립된 맨체스터 과학기술대학 (University of Manchester Institute of Science and Technology, UMIST)과 1851년 오언스 대학(Owens College)으로 시작된 맨체스터 빅토리아 대학교(Victoria University of Manchester)를 전신으로 하는 맨체스터 대학교는 영국에서 가장 큰 단일종합대학이며, 2004년 맨체스터 과학기술대학 (University of Manchester Institute of Science and Technology, UMIST)과 맨체스터 빅토리아 대학교(Victoria University of Manchester)가 합병 한 것이 현재의 맨체스터 대학교의 모습이다. 맨체스터 대학은 1918년 맨체스터 경영대학원 (Manchester Business School, MBS)을 설립하였으며, 이것은 1965년에 영국 최초의 MBA 과정을 제공하였다.
맨체스터 메트로폴리탄 대학교는 1970년대 3개의 전문대가 합병하여 맨체스터 폴리테크닉으로 시작하였다. 1992년에 대학교의 지위를 얻게 되었으며, 같은 해 남부 체셔의 크루어 & 알사저 대학(Crewe and Alsager College of Higher Education)을 흡수하였다.
맨체스터 대학교와 맨체스터 메트로폴리탄 대학교와 로열 노던 음악 대학교는 시내 중심에서 남부쪽으로 옥스포드가 근처에 모여있다. 이 대학들은 유럽 최대 규모의 대학가를 형성하고 있다. 이들 대학생은 73,160명에 이르며, 이들 중 6,000명 정도가 체셔의 크루어 & 알사저에 있는 맨체스터 메트로폴리탄 대학교에 기반을 두고 있다.
맨체스터의 가장 유명한 중등학교 중의 하나는 맨체스터 그래머 스쿨이다. 1515년에 설립되었으며, 현재의 대성당 건물 옆에 있다가, 점점 늘어나는 학생수를 수용하기 위해 1931년에 맨체스터 남부 팔로우필드에 있는 오울드 홀 래인(Old Hall Lane)으로 이주를 하였다.
이 밖에 각종 도서관·미술관·박물관·원자물리연구소 등이 있으며, 특히 유럽에서 공공도서관의 발상지로 알려졌다.

## 문화

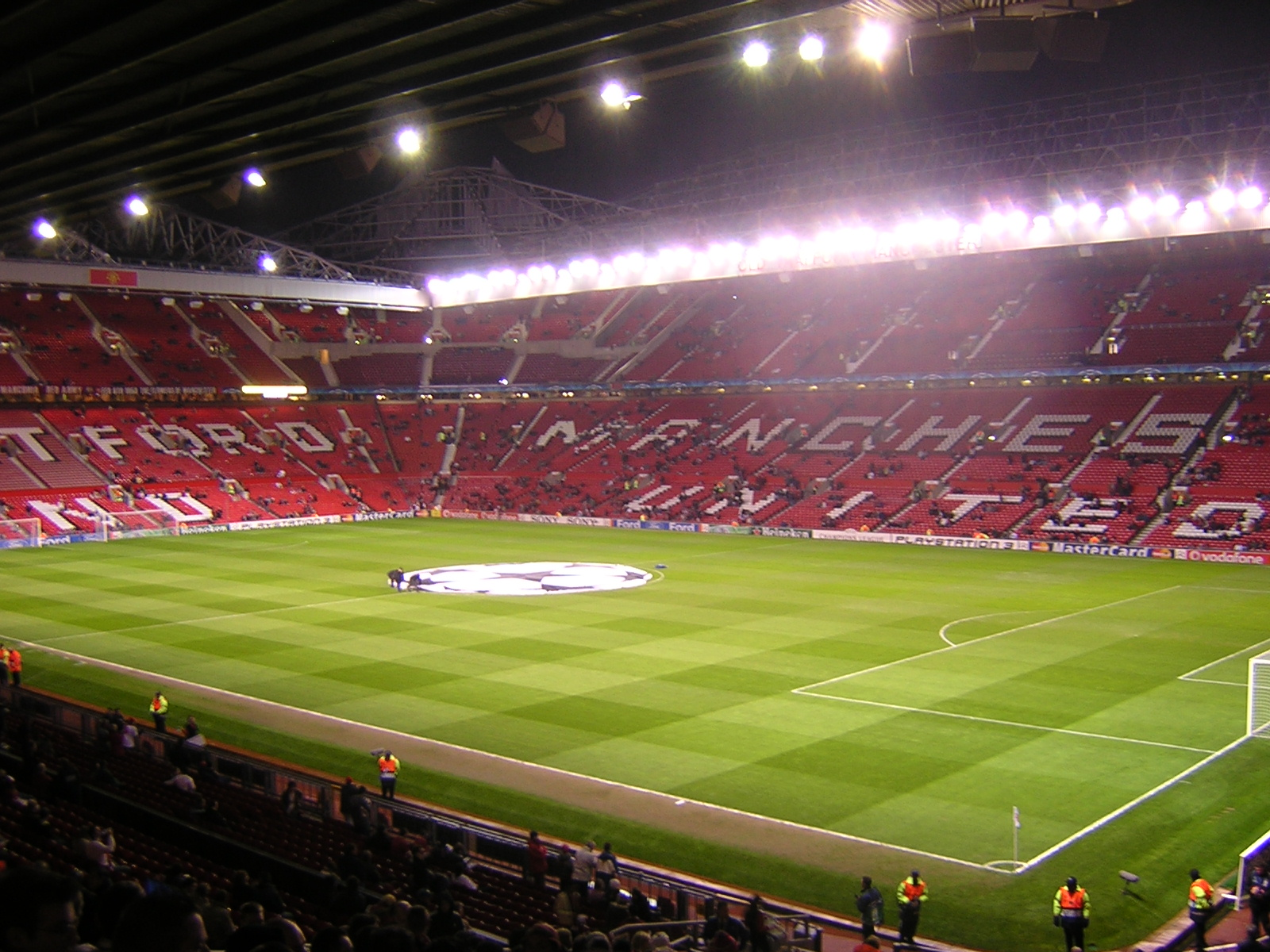
맨체스터 유나이티드의 홈경기장인 올드 트래퍼드

### 스포츠
맨체스터는 세계적으로 유명한 축구팀인 프리미어리그의 맨체스터 유나이티드 FC와 맨체스터 시티 FC의 연고지로도 잘 알려져 있다. 맨체스터 시티의 홈구장은 48,000명을 수용할 수 있는 에티하드 스타디움이며, 맨체스터 유나이티드의 홈구장은 영국 최대 규모인  76,000명의 관중을 수용할 수 있는 올드 트래퍼드이다. 이곳은 시의 영역 바깥인 스트레트퍼드에 있다. 이곳은 2003년 UEFA 챔피언스리그 결승전이 치러진 영국 유일의 클럽 축구 그라운드이다.
랭커셔 카운티 크리켓 클럽이 유명하며, 2002년의 코먼웰스 게임의 개최 도시가 되었다. 주요 실내 경기 시설로는 맨체스터 경기장과 맨체스터 수영 센터 등이 있다.

### 예술
라파엘 파의 작품을 많이 보유하고있는 것으로 알려진 《맨체스터 시립 미술관》, 대학 부속 박물관으로는 세계에서도 손꼽히는 규모를 자랑하는 맨체스터 대학 부속 《맨체스터 박물관》을 비롯해 많은 미술관과 화랑이 있다. 또한 공업 도시로서 발전 역사에서 큰 《과학기술박물관》을 가지고 있다. 기타 《제국전쟁박물관》의 분관과 맨체스터 《유대인 박물관》 등이 유명하다.

### 영화
맨체스터가 무대가 된 영화로는 다음과 같은 것들이 있다.
- 《벨벳 골드마인》 (1995)
- 《에브리바드 랩스 선샤인》 (1998)
- 《리틀 스트라이커》 (2000) ※ 미공개
- 《28일 후》 ... (2002)
- 《24 아워 파티 피플》 (2002)
- 《밀리언즈》 (2005)

### 음악

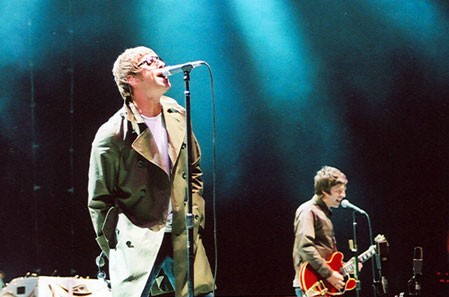
오아시스의 갤러거 형제

할레 오케스트라와 BBC 필하모닉이 본사를 맨체스터에 둔다. 19세기 산업혁명 절정기에 세워진 자유무역홀이 맨체스터 주요 공연장이며, 클래식 이외에도 락과 같은 콘서트 무대가 되어 왔다. 맨체스터는 1960년대 이후 팝 · 락 · 테크노 등 분야의 저명한 뮤지션과 밴드를 많이 배출하고 있다. 영국을 대표하는 록밴드 뉴 오더와 더 스미스, 더 스톤 로지스, 오아시스가 결성된 곳이다. 특히 1980년대 후반에는 팩토리 레코드를 중심으로 매드 체스터라는 장르가 만들어졌다.

## 랜드마크
Manchester city hall
Albert square
King street
Victoria station
그리고 여러 가지 높은 빌딩(마천루)들이 있다.
빨간 벽돌은 맨체스터만의 느낌을 준다. 그리고 높은 빌딩으로는 Beetham Tower, CIS tower가 있는데 Beetham Tower는 런던을 빼면 가장 큰 빌딩이고 2006년에 만들어졌다. 169m 정도 되며 47층이다. 그리고 CIS Tower는 1962년에 만들어졌고 118m이며 25층으로 이루어져 있다.

## 위상
맨체스터는 런던, 버밍엄과 더불어 영국의 3대 도시로 불리며 근래에는 영국내에서 제2위의 도시는 맨체스터라고 생각하는 사람이 더 많다는 여론조사 결과가 나오고 있다.
덧붙여 2000년에는 하계 올림픽 유치를 시도하여 영국의 대표적인 대도시임이 다시 한번 확인되었다.
그러나 대한민국 내에서는 안양시와 포항시같은 중소도시 지방자치 단체들이 스포츠 구단 창단을 도모하면서 맨체스터의 위상을 영국의 일개 지방 중소도시로 잘못 전파한 사례가 있다.
즉 맨체스터의 시티 인구를 기준으로 언급하면서 맨체스터는 인구가 50만 밖에 안 되는 지방 중소도시에 불과하지만 맨체스터 유나이티드와 맨체스터 시티와 같은 세계적인 프로축구 클럽을 두개나 가지고 있고 그러므로 한국에서도 지방 중소도시와 수도권 위성도시들도 인구 50만 정도면 충분히 세계적인 프로축구단이나 프로야구단을 만들 수 있다.'는 이런 내용의보도자료를 뿌리면서 영국의 일개 지방 중소도시급으로 위상이 잘못 알려지기도 하였다.

## 자매 도시
- 니카라과 푸에르토카베사스
- 스페인 코르도바
- 이스라엘 레호보트
- 러시아 상트페테르부르크 (1962)
- 인도 칸푸르 (1970)
- 독일 켐니츠 (1983)
- 중국 우한시 (1986)
- 파키스탄 파이살라바드 (1997)
- 미국 로스앤젤레스 (2009)